# La nuera excéntrica
La nuera excéntrica (en hangul, 별난 며느리; romanización revisada, Byeolnan Myeoneuli) es una serie de televisión surcoreana emitida durante 2015 y protagonizada por Dasom de Sistar, Go Do Shim y Ryu Soo Young. Fue transmitida por KBS 2TV, desde el 17 de agosto hasta el 22 de septiembre de 2015, finalizando con una longitud de 12 episodios al aire las noches de los días lunes y martes a las 21:55 (KST).

## Argumento
Con el fin de impulsar su decaida popularidad, una excantante de un grupo de ídolos, Oh In Young (Dasom) está de acuerdo en aparecer en un programa de televisión donde muestran la familia falsa de su pareja Yang Choon Ja (Go Doo Shim) y su convivencia junto a ella.
El problema radica en sus malos modales y poca adaptación a una familia tradicional. La matriarca de la familia Yang Choon Ja (Go Do Shim) y ella terminan odiándose mutuamente en el programa. Pero el destino quiso que las dos más tarde, terminaran convirtiéndose en familia de verdad.

## Reparto

### Principal
- Dasom como Oh In Young.
- Go Do Shim como Yang Choon Ja.
- Ryu Soo Young como Cha Myung Suk.

### Secundario
- Kwak Hee Sung como Cha Dong Suk.
- Kim Yoon Seo como Kim Se Mi.
- Kim Seong Hwan como Cha Il Goo.
- Park Woong como Cha Joo Bok.
- Baek Ok Dam como Lee Ha Ji.
- Kim Bo Yeon como Jang Mi Hee.
- Ki Tae-young como Kang Joon-soo.
- Son Eun Seo como Cha Young Ah.
- Lee Moon Hee como Choi Soon Hee.
- Lee Seung Woo como Cha San.
- Kyung Joon como Bae Yong Joon.
- Lee Yong Joo como Oh Sang Shik.
- Jung Da Sol como Heo Soon Jung.

## Recepción

### Audiencia
En Azul la audiencia más baja y en rojo la más alta, correspondientes a las empresas medidoras TNms y AGB Nielsen.
| Ep. # | Fecha original de emisión | Share        | Share        | Share       | Share       |
| Ep. # | Fecha original de emisión | TNmS Ratings | TNmS Ratings | AGB Nielsen | AGB Nielsen |
| Ep. # | Fecha original de emisión | Nacional     | Seúl         | Nacional    | Seúl        |
| ----- | ------------------------- | ------------ | ------------ | ----------- | ----------- |
| 1     | 17 de agosto de 2015      | 4.6 %        | 4.6 %        | 6.0 %       | 5.7 %       |
| 2     | 18 de agosto de 2015      | 5.1 %        | -            | 5.9 %       | 5.5 %       |
| 3     | 24 de agosto de 2015      | 4.5 %        | -            | 5.7 %       | 5.2 %       |
| 4     | 25 de agosto de 2015      | 5.1 %        | 5.0 %        | 4.9 %       | 4.7 %       |
| 5     | 31 de agosto de 2015      | 4.5 %        | 4.7 %        | 4.1 %       | 4.0 %       |
| 6     | 1 de septiembre de 2015   | 4.2 %        | 4.2 %        | 5.7 %       | 5.6 %       |
| 7     | 7 de septiembre de 2015   | 4.7 %        | 5.0 %        | 5.3 %       | 5.2 %       |
| 8     | 8 de septiembre de 2015   | 5.7 %        | -            | 5.7 %       | 5.5 %       |
| 9     | 14 de septiembre de 2015  | 4.9 %        | -            | 4.3 %       | 4.2 %       |
| 10    | 15 de septiembre de 2015  | 4.6 %        | -            | 3.9 %       | 3.9 %       |
| 11    | 21 de septiembre de 2015  | 4.4 %        | 5.0 %        | 3.7 %       | 3.5 %       |
| 12    | 22 de septiembre de 2015  | 4.3 %        | 4.3 %        | 5.2 %       | 4.9 %       |

## Banda sonora
1. Dasom (Sistar) - «You Are Mine».
2. Jina-U - «First Love».